# Длиннощуповые удильщики (род)
Длиннощуповые удильщики (лат. Gigantactis) — род лучепёрых рыб из семейства гигантактиновых отряда удильщикообразных. Встречаются на больших глубинах в Атлантическом, Индийском и Тихом океанах. Обитают на глубине от 1000 до 2500 м. Максимальная длина тела представителей разных видов варьирует от 2,9 до 62 см. Отличительной особенностью представителей рода является очень длинный первый луч спинного плавника, преобразованный в иллиций с биолюминесцентным фотофором на конце. У самок близкородственного рода Rhynchactis фотофор на конце иллиция отсутствует.

## Этимология
Название рода от др.-греч. γίγας — гигантский, гигант и др.-греч. ἀκτίς — луч, что отражает наличие у представителей рода очень длинного иллиция.

## Описание
Для представителей рода характерен половой диморфизм. Самки обычно значительно крупнее самцов. Самки Gigantactis характеризуются удлинённой формой тела (в отличие от других удильщикообразных) и удлинённым хвостовым стеблем. Голова относительно небольшая, её длина составляет около 25 % стандартной длины тела. Рыло заострённое, выступает далеко вперёд перед челюстями. В спинном плавнике 5—9 (редко 4—10) лучей. В анальном плавнике 4—7 (редко 8) лучей. У самок зубы на нижней челюсти хорошо развиты, расположены в несколько рядов. Длина иллиция составляет от 40—100 % длины тела у G. longicirra до 340—490 % длины тела у G. macronema. На конце иллиция есть утолщение клубкообразной или веретенообразной формы, в котором располагается относительно небольшой сферический фотофор. На луковичке могут быть придаточные выросты в форме сосочков, нитей или лепестков. На теле иллиция нитчатые выросты есть или отсутствуют. Самцы Gigantactis характеризуются очень маленькими глазами, диаметр которых не превышает 5 % длины тела. Поиск самок происходит главным образом за счёт хорошо развитого обоняния. У самцов на верхней челюсти 2—4 длинных изогнутых зуба, а на нижней — 3—5 зубов. У представителей некоторых видов на коже есть костные пластинки с колючками.

## Биология
Биология представителей рода изучена очень слабо. Многие виды описаны всего по нескольким экземплярам. Самцы нескольких видов пока не обнаружены. Самцы ведут свободноплавающий образ жизни, случаев паразитизма на самках не зафиксировано. Подводные наблюдения показали, что самки в поисках добычи плавают в толще воды вблизи дна, часто брюхом кверху. Питаются рыбами, головоногими и ракообразными.

## Классификация
В состав рода включают 20 видов:
- Gigantactis balushkini Kharin, 1984 — Гигантактис Балушкина, или длиннощуповый удильщик Балушкина
- Gigantactis elsmani Bertelsen, Pietsch & Lavenberg, 1981 — Длиннощуповый удильщик Элсмана
- Gigantactis gargantua  Bertelsen, Pietsch & Lavenberg, 1981 — Длиннощуповый удильщик-Гаргантюа
- Gigantactis gibbsi  Bertelsen, Pietsch & Lavenberg, 1981 — Длиннощуповый удильщик Гиббса
- Gigantactis golovani  Bertelsen, Pietsch & Lavenberg, 1981 — Длиннощуповый удильщик Голованя
- Gigantactis gracilicauda  Regan, 1925 — Тонкохвостый длиннощуповый удильщик
- Gigantactis herwigi  Bertelsen, Pietsch & Lavenberg, 1981 — Длиннощуповый удильщик Гервига
- Gigantactis ios  Bertelsen, Pietsch & Lavenberg, 1981 — Длиннощуповый удильщик Ио
- Gigantactis kreffti  Bertelsen, Pietsch & Lavenberg, 1981 — Длиннощуповый удильщик Креффта
- Gigantactis longicauda  Bertelsen & Pietsch, 2002
- Gigantactis longicirra  Waterman, 1939 — Длинноусый длиннощуповый удильщик
- Gigantactis macronema  Regan, 1925 — Длиннонитевой гигантаксис
- Gigantactis meadi  Bertelsen, Pietsch & Lavenberg, 1981 — Длиннощуповый удильщик Мида
- Gigantactis microdontis  Bertelsen, Pietsch & Lavenberg, 1981 — Мелкозубый длиннощуповый удильщик
- Gigantactis microphthalmus  (Regan & Trewavas, 1932)
- Gigantactis paxtoni  Bertelsen, Pietsch & Lavenberg, 1981 — Длиннощуповый удильщик Пакстона
- Gigantactis perlatus  Beebe & Crane, 1947 — Широкий длиннощуповый удильщик
- Gigantactis savagei  Bertelsen, Pietsch & Lavenberg, 1981 — Длиннощуповый удильщик Сэваджа
- Gigantactis vanhoeffeni  Brauer, 1902 — Длиннощуповый удильщик Ван Хоффена
- Gigantactis watermani  Bertelsen, Pietsch & Lavenberg, 1981 — Длиннощуповый удильщик Ватермана